# Bruno Riedl

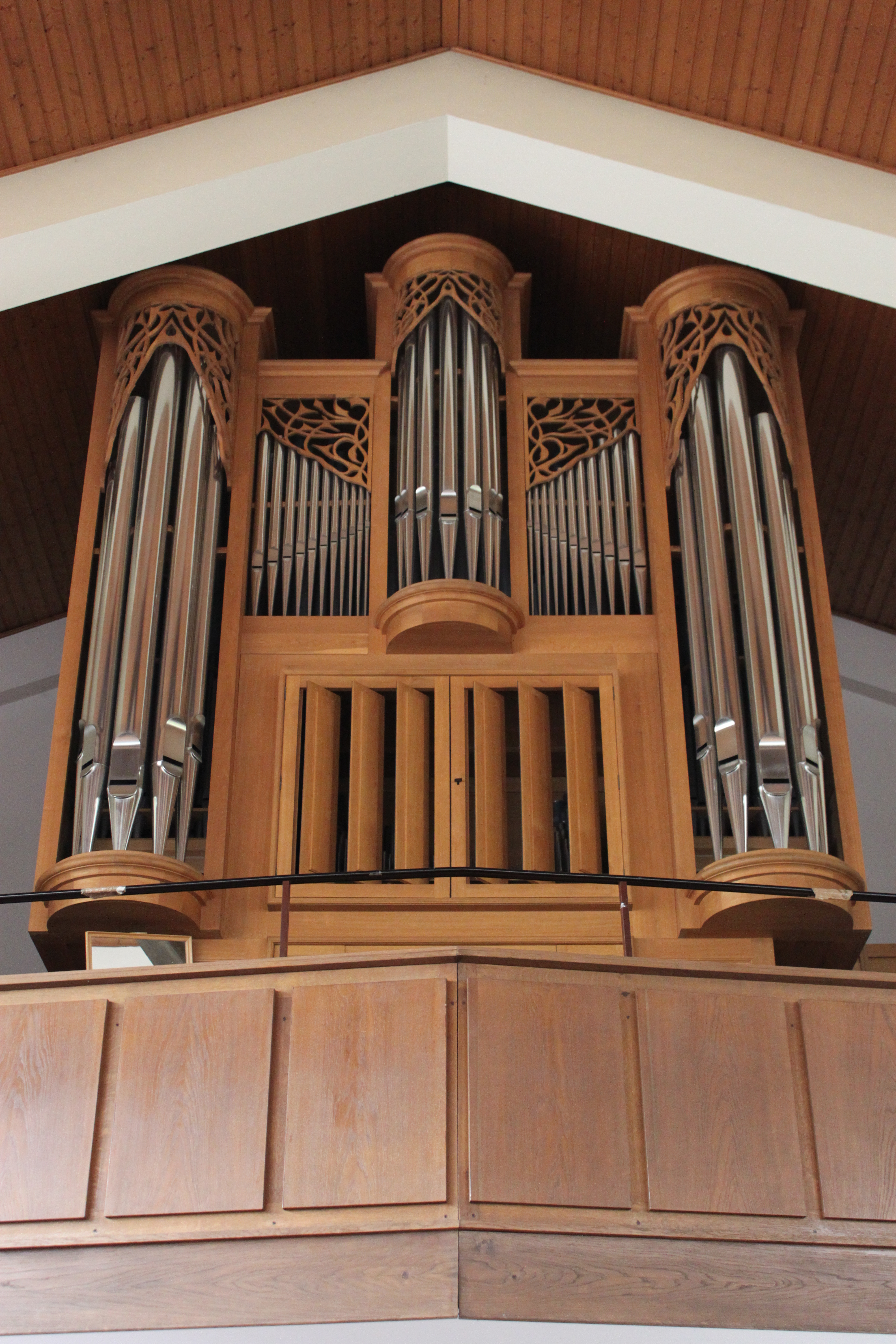
Markuskirche (Ottakring)

Bruno Riedl (* 2. April 1937 in Linz; † 2. Juni 2019) war ein oberösterreichischer Orgelbauer, der vor allem in den österreichischen Bundesländern Oberösterreich, Niederösterreich und Wien zahlreiche Orgeln errichtet hat.

## Leben – Ausbildung – Wirkung
Bruno Riedl kam als Sohn des Regierungsrates Franz Riedl und seiner Frau Margarethe zur Welt. Er absolvierte die Volks- und Realschule (fünf Klassen Mittelschule). Oktober 1953 trat er die Lehre zum Orgelbauer bei den Orgelbaumeistern Gebrüder Matthäus (1885–1954) und Anton Mauracher (1896–1962) in Linz an, wechselte nach dem Tod von Anton Mauracher zu Orgelbaumeister Wilhelm Zika jun. (1905–1989), der die aus der Firma Breinbauer in St. Florian hervorgegangene Orgelbauanstalt Wilhelm Zika sen. nach dem Tod seines Vaters Wilhelm (1875–1955) leitete; diese firmierte ab 1956 unter dem Namen Oberösterreichische Orgelbauanstalt GmbH (Orgelbauanstalt St. Florian, Oberösterreich). Dort legte Riedl 1957 die Orgelbau-Abschlussprüfung ab.
1957 erweiterte Riedl seine Kenntnisse in der Orgelbauwerkstätte Graf, Sursee, Schweiz. 1958 arbeitete Riedl als Intonateur bei der Orgelbaufirma Eisenbarth in Passau, Deutschland, und legte im selben Jahr seine Orgelbaumeisterprüfung ab; mit 21 Jahren war Riedl der damals jüngste Orgelbaumeister in Österreich.
1962 erwarb sich Riedl weitere Kenntnisse im französischen Orgelbau bei Orgelbaumeister 
Georges Lhôte in Genf, wo er für ein Jahr als Werkmeister tätig war.
Nach Ableisten des bis dahin mehrfach verschobenen Militärdienstes gründete Riedl 1965 eine Orgelbaufirma, in der bis 1980 mit rund acht bis zehn Mitarbeitern 60 mechanische Schleifladenorgeln entstanden.
Riedl war in der Oberösterreichischen Wirtschaftskammer als Innungsmeister für Orgelbau tätig und fungierte in der Österreichischen Wirtschaftskammer als stellvertretender Bundesinnungsmeister im Ausschuss der Musikinstrumentenerzeuger Österreichs. Er gründete 1978 die Vereinigung Österreichischer Orgelbaumeister.

## Orgeln der Firma Riedl
| Jahr | Ort                       | Kirche                                    | Bild | Manuale | Register | Bemerkungen |
| ---- | ------------------------- | ----------------------------------------- | ---- | ------- | -------- | --- |
| 1971 | Timelkam                  | Katholische Pfarrkirche Timelkam          |      | II/P    | 24       | |
| 1971 | Traun (Stadt)             | St. Martin bei Linz                       |      | II/P    | 19       | |
| 1972 | Sipbachzell               | Pfarrkirche Sipbachzell                   |      | II/P    | 12       | |
| 1972 | Wels                      | St. Josef Pernau                          |      | II/P    | 22       | |
| 1974 | St. Stefan am Walde       | Pfarrkirche St. Stefan am Walde           |      | I/P     | 9        | Umbau der Orgel von Franz Lorenz Richter um 1780. |
| 1974 | Haslach an der Mühl       | Pfarrkirche Haslach an der Mühl           |      | II/P    | 23       | [ 4 ] |
|      | Linz                      | Pfarrkirche St. Peter                     |      | II/P    | 13       | |
| 1976 | Waidhofen an der Ybbs     | Stadtpfarrkirche                          |      | II/P    | 30       | |
| 1976 | Hollenthon                | Pfarrkirche Hollenthon                    |      | II/P    | 12       | |
| 1976 | Ternberg                  | Katholische Pfarrkirche Ternberg          |      | II/P    | 15       | |
| 1977 | Eben im Pongau            | Katholische Pfarrkirche Eben im Pongau    |      |         |          | |
| 1978 | Bad Ischl                 | Evangelische Pfarrkirche Bad Ischl        |      | II/P    | 22       | |
| 1978 | Laa an der Thaya          | Katholische Pfarrkirche Laa an der Thaya  |      | II/P    | 25       | Eingebaut in das alte Gehäuse aus dem Jahr 1728. |
| 1974 | Steyr                     | Evangelisch-lutherische Stadtkirche Steyr |      | II/P    | 17       | Erste Orgel 1898 von der Orgelbaufirma Lachmayr mit 8 Registern. Neubau durch Bruno Riedl im Jahr 1974 mit 17 Registern. Restaurierung durch Kaufmann Orgelbau im Jahr 2015 mit nun 18 Registern und 1116 Pfeifen |
| 1979 | Grafenschlag              | Pfarrkirche hl. Martin                    |      | II/P    | 15       | Disposition |
| 1980 | Ulrichsberg               | Pfarrkirche St. Ulrich                    |      | II/P    | 20       | |
| 1980 | Pichl bei Wels            | Pfarrkirche                               |      | II/P    | 22       | |
| 1981 | Ohlsdorf                  | Pfarrkirche                               |      | II/P    | 19       | Die Gesamtplanung hatte Bruno Riedl und die technische Planung Orgelbauer Erwin Harting inne. |
|      | Wien                      | Kagraner Pfarrkirche                      |      | II/P    |          | |
| 1982 | Linz                      | Severinkirche (Linz)                      |      | II/P    | 18       | [ 8 ] |
| 1985 | Wien                      | evang. Markuskirche                       |      | II/P    | 15       | Organindex Die Riedl-Orgel der Markuskirche war 1985 die erste rein französisch disponierte Orgel in Wien mit allerdings recht geringer Registeranzahl. Eine noch während der Planungsphase angedachte Erweiterung um fünf Register unterblieb trotz weitestgehend gelöster Finanzierungsfragen. 2007 Renovierung und teilweiser Umbau (Absenkung der Pedalklaviatur, Ersatz der zu kurzen geraden Pedalklaviatur durch eine doppelt geschweifte Norm-Pedalklaviatur) durch Wolfgang Karner. |
| 1987 | Haiden, Pfandl            | Pfarrkirche Pfandl                        |      | II/P    | 24       | Die Anschaffung der Orgel unterstützte maßgeblich Lothar Beckel, von dem auch Prospektentwürfe stammen. Die Orgelweihe nahm Bischof Maximilian Aichern am 31. Mai 1987 vor. |
| 1988 | Laakirchen                | Pfarrkirche Laakirchen                    |      | II/P    | 25       | [ 12 ] |
| 1991 | Eibiswald                 | Maria im Dorn                             |      | II/P    | 26       | |
| 1996 | St. Gotthard im Mühlkreis | Pfarrkirche St. Gotthard im Mühlkreis     |      | II/P    |          | Gehäuse von Josef Mauracher aus 1910 |
| 1997 | Gmünd                     | Herz-Jesu-Kirche                          |      | I/p     | 8        | |
| 1997 | Wien                      | Pfarrkirche Altsimmering                  |      | II/P    | 17       | |